# Ueslei
Ueslei Raimundo Pereira da Silva (ur. 19 kwietnia 1972) – brazylijski piłkarz występujący na pozycji napastnika.

## Kariera klubowa
Od 1995 do 2009 roku występował w klubach EC Bahia, SE Palmeiras, Guarani FC, São Paulo, Vitória, SC Internacional, Nagoya Grampus Eight, Atlético Mineiro, Sanfrecce Hiroszima i Oita Trinita.